# Akalabeth: World of Doom
Akalabeth: World of Doom è un videogioco pubblicato nel 1980 per Apple II, ed è noto come uno dei primi videogiochi di ruolo pubblicati per computer. Esso nasce come progetto hobbistico, ma ebbe successo commerciale ed è diventato il precursore della saga di Ultima, serie di giochi che segnò la fortuna di Richard Garriott.

## Trama
Essenzialmente, il personaggio del giocatore riceve l'incarico da Lord British (che è anche un soprannome dell'autore Richard Garriott) di uccidere dieci mostri uno più potente dell'altro.

## Modalità di gioco
La maggior parte del gioco si sviluppa in un dungeon reso in wireframe, con una semplice mappa e del testo che riempie il resto dell'avventura. Tutti i primi giochi prodotti da Richard Garriott erano a base testuale.  Per Akalabeth, egli aggiunse la grafica per i computer Apple II.
Il codice sorgente BASIC del programma era accessibile e modificabile dagli utenti.

## Storia
Akalabeth deriva da un gioco amatoriale realizzato da Richard Garriott su una telescrivente Teletype priva di schermo. Garriott chiamò le versioni di questo gioco in successione da D&D1 a D&D28 (D&D è la sigla del gioco di ruolo da tavolo Dungeons & Dragons). Erano tutte prive di grafica e bisognava attendere una stampa di caratteri simbolici su carta a ogni movimento del proprio personaggio. Quando arrivò l'Apple II, convertì il programma al nuovo personal computer e produsse il suo primo gioco che sarebbe stato pubblicato. 
Nel codice sorgente il programma è chiamato D&D 28b, perché inizialmente Garriott lo considerava una nuova versione del gioco che aveva sviluppato per anni, con l'aggiunta di grafica 3D.
Il gioco fu creato da Richard Garriott in linguaggio BASIC per computer Apple II mentre lavorava per Computerland, un negozio di informatica presso Clear Lake City in Texas nel 1980 (alcune fonti riportano l'anno 1979). Garriott investì circa 200 $ per realizzare 20 copie del primo Akalabeth, costituito da un floppy disk, un mini manuale e una copertina xerografata, il tutto inserito in una bustina di plastica richiudibile.
Cinque copie di questa versione furono vendute al Computerland, e una fu acquistata dal proprietario della California Pacific Computer Company che lo convocò nella loro sede e comprò i diritti per la sua pubblicazione. La versione appena descritta può essere considerata uno dei videogiochi più rari della storia, perché si ha notizia solo di due copie delle 5 vendute (rientrate in possesso di Garriott) e di altre 5 o 6 fra le invendute.
Creando Akalabeth, Garriott fu ispirato principalmente da Dungeons & Dragons e dal lavoro di J. R. R. Tolkien. Il gioco mira a trasferire il sistema "carta e penna" del classico gioco di ruolo su una piattaforma digitale.
L'ispirazione per la visuale in prima persona gli venne invece da un videogioco per Apple II chiamato Escape (Muse Software, 1978), dove si deve trovare l'uscita da un labirinto visto in prospettiva tridimensionale. 
Il nome deriva dalla Akallabêth di Tolkien, parte del Silmarillion. Garriott sostiene che la scelta non fu intenzionale, pensava di aver inventato lui il nome, ma si rese conto dopo che doveva averlo letto su Tolkien in passato.
Naturalmente la grafica e la giocabilità di Akalabeth erano molto distanti dagli standard odierni, ma ciò non impedì al gioco di avere un grande seguito e l'ammirazione del pubblico.
Confezionato in una busta di carta, Akalabeth vendette ben 30 000 copie, che a 5 dollari per copia fruttarono 150 000 dollari all'autore, rendendo un cospicuo patrimonio all'ancora studente Richard Garriott.
Anche se non è ufficialmente stabilito, Akalabeth è considerato il primo videogioco della serie di Ultima, che fu molto popolare e influenzò molti altri giochi in seguito. Fu inserito nel 1998 nella raccolta Ultima Collection dove prese ufficialmente il nome di Ultima 0. Nella versione della Collection sono stati aggiunti il supporto CGA e quello MIDI.  Girava su DOS, rendendo questa versione il primo e unico porting su un sistema non Apple II, nonostante una versione non ufficiale, creata da fan, circolasse su Internet sin dal 1995.
Un port per Commodore 64 è stato prodotto nel 2016 con il permesso di Richard Garriott da tre appassionati, distribuendolo gratuitamente per gli emulatori e in edizione limitata di 50 copie numerate su floppy disk.